# Nafpaktos
Nafpaktos (Grieks: Ναύπακτος, Náfpaktos) is een Griekse havenstad (circa 13.000 inw., nomos Etolía-Akarnanía) en gemeente gelegen aan de noordelijke oever van de smalle toegang tot de Golf van Korinthe.
Volgens een oude legende staken de invallende Doriërs vanop deze plaats over naar de Peloponnesos. Reeds in de Oudheid was de Dorische nederzetting Náfpaktos wegens haar strategische ligging opgevat als een sperfort dat de toegang tot de Golf van Korinthe moest bewaken. De waarde van Náfpaktos als vlootbasis werd juist ingeschat door de Atheners, die de plaats veroverden (454 v.Chr.) en bevolkten met uitgeweken Messeniërs, op de vlucht voor de Spartaanse veroveraars. Tijdens de Peloponnesische Oorlog was het de meest westelijk gelegen Atheense basis. De Messeniërs werden in 399 v.Chr. door de Spartanen verdreven, waarna de stad in handen kwam van de Achaeïsche Bond tot Philippus II van Macedonië ze veroverde en aan de Aetolische Bond toewees. Met het verval van deze Aetolische Bond, verloor ook Náfpaktos zijn belang.
In de periode tussen 1407 en 1499 was ze, onder de Italiaanse naam Lepanto, in Venetiaanse handen. Daarna kwam het havenstadje onder Turkse heerschappij, maar in 1687 slaagden de Venetianen erin het tijdelijk (tot 1700) opnieuw te heroveren. De beroemde zeeslag van 1571 kreeg de naam van Lepanto mee, omdat de Turkse vloot van hieruit vertrokken was, hoewel de eigenlijke slag meer in het Westen plaatsvond.
Boven op de heuvel liggen de goedbewaarde resten van de Venetiaanse citadel, waarvan de muren doorlopen tot aan het middeleeuwse haventje met zijn gefortificeerde en met bomen begroeide pieren.

## Gemeentelijke herindeling (2011)
De zes deelgemeenten (dimotiki enotita) van de fusiegemeente (dimos) Nafpaktos zijn:
- Antirrio (Αντίρριο)
- Apodotia (Αποδοτία)
- Chalkeia (Χάλκεια)
- Nafpaktos (Ναύπακτος)
- Platanos (Πλάτανος)
- Pyllini (Πυλλήνη)

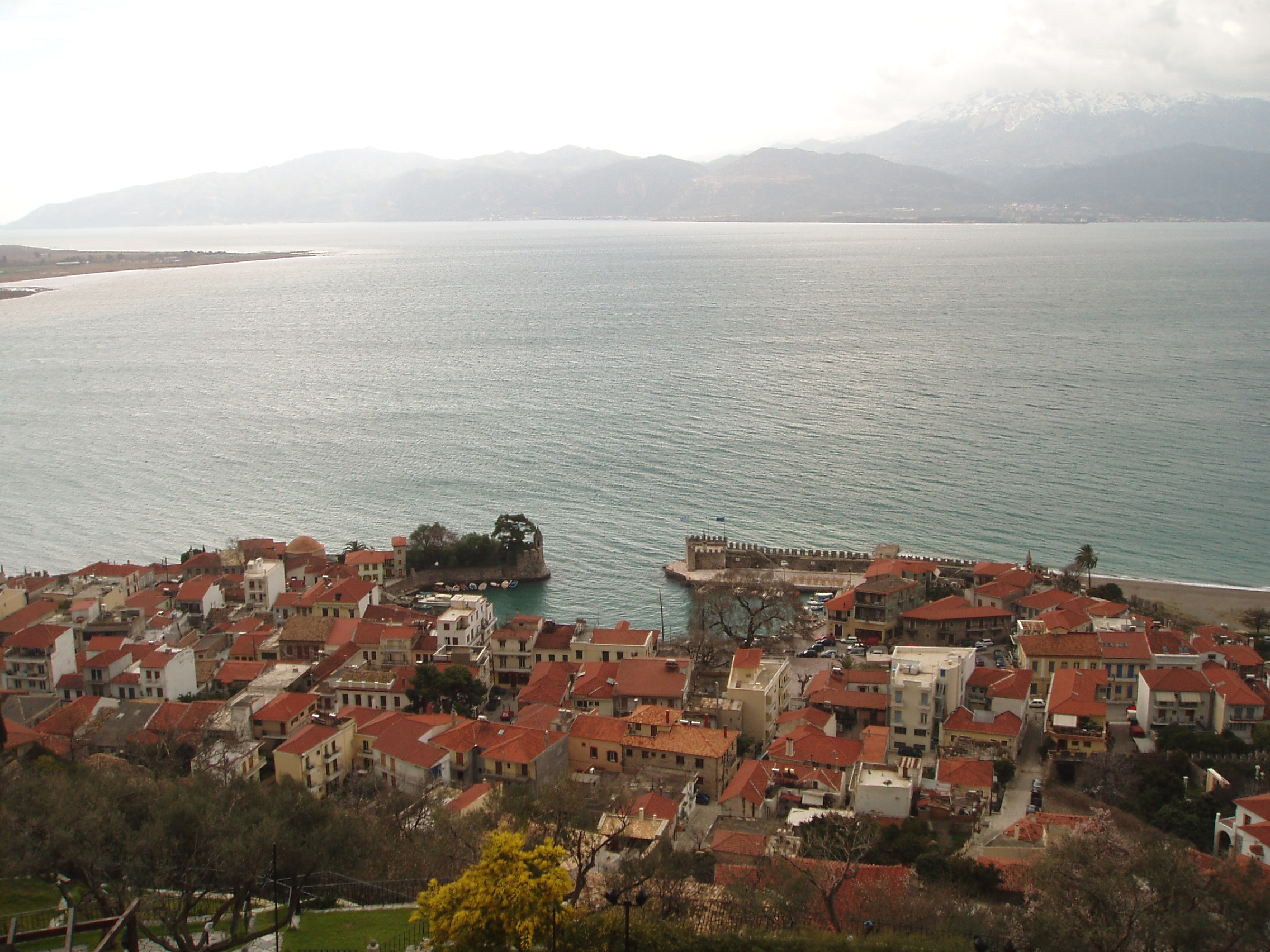
Haven van Nafpaktos
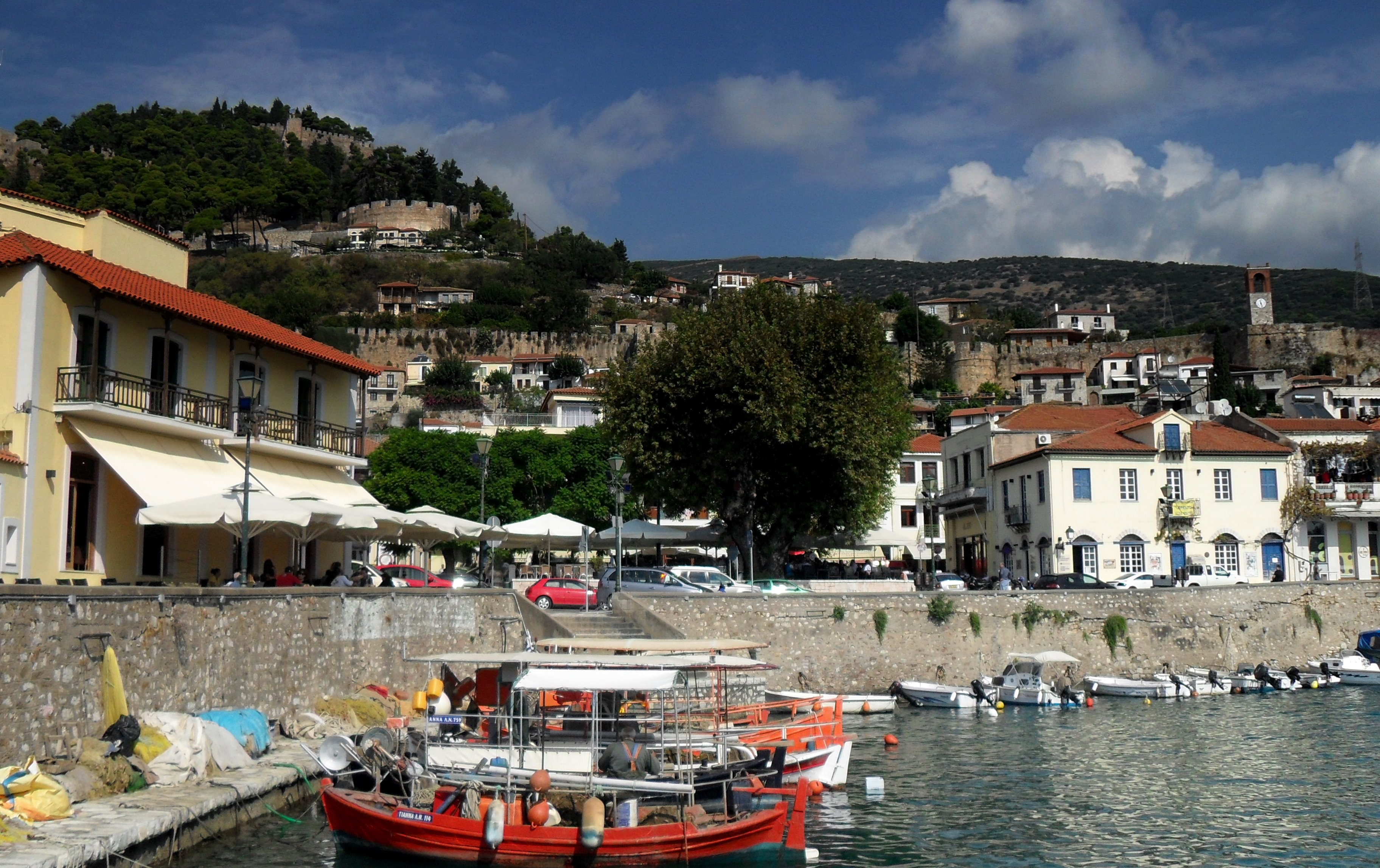
Op de achtergrond de citadel